# Gloster Goring
El Gloster Goring fue un biplano monomotor biplaza diseñado para cubrir las especificaciones del Ministerio del Aire de 1926 para un bombardero diurno/torpedero. No llegó a producirse y el único avión construido sirvió posteriormente como banco de pruebas de motores.

## Diseño y desarrollo

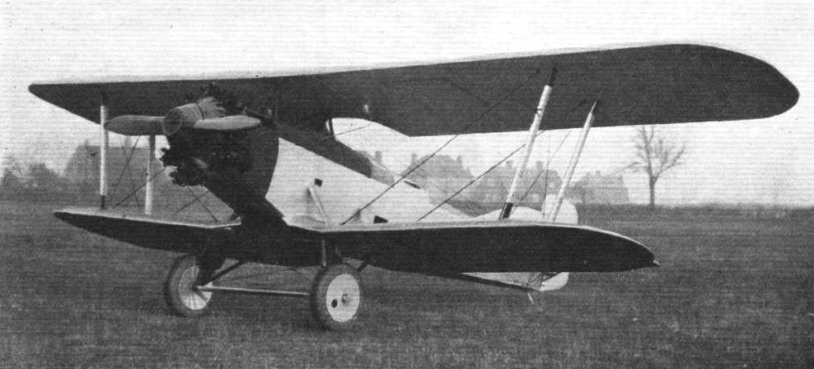
Goring sobre tren de aterrizaje con ruedas.

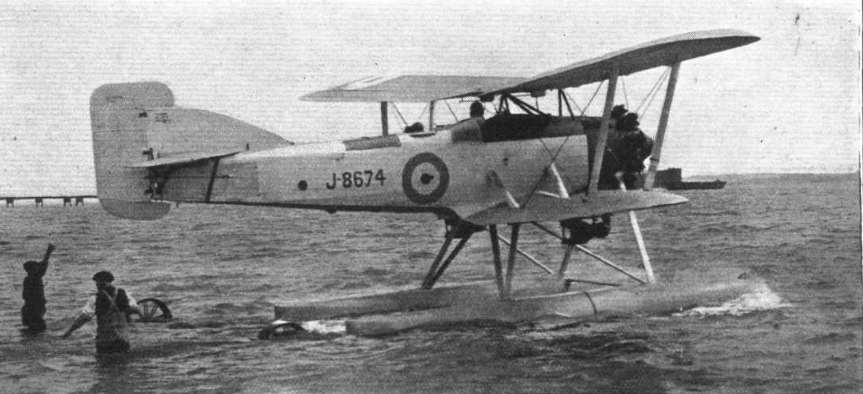
Goring carreteando sobre el agua.

A principios de 1926, el Ministerio del Aire emitió dos especificaciones: la 23/25 para un bombardero diurno biplaza, torpedero y avión de reconocimiento, seguida de la 24/25 para un bombardero de gran altitud. Estas dos especificaciones dieron lugar a prototipos de varios constructores: el Blackburn Beagle, el Handley Page Hare, el Hawker Harrier, el Vickers Vildebeest y el Westland Witch. El Goring fue la propuesta de Gloster, que, como la mayoría de los demás aviones, cubría ambas especificaciones.
El Goring era un biplano de un solo vano con alas decaladas de envergaduras desiguales y ligera flecha. Estaban basadas en largueros de abeto con arriostramientos internos mediante cables. El ala inferior estaba ligeramente inclinada hacia abajo al separarse del fuselaje, lo que permitía un tren de aterrizaje más corto de lo habitual. Unos soportes cortos iban desde la unión del ala de esta sección central hasta la mitad del fuselaje. El fuselaje también era una estructura de madera de sección transversal rectangular formada por larguerillos de fresno. Las alas y el fuselaje estaban recubiertos de tela. El piloto se sentaba debajo del borde de fuga del ala superior con un recorte para obtener mayor visibilidad. El artillero se sentaba detrás en una segunda cabina abierta equipada con un anillo Scarff para una ametralladora Vickers. La cabina trasera también permitía al artillero asumir una posición boca abajo para bombardear. El plano de cola estaba arriostrado mediante puntales y el empenaje era bajo con una cuerda ancha. Tanto el timón como los elevadores estaban compensados mediante superficie que se proyectaba más allá de las superficies fijas. El tren de aterrizaje estándar era de un simple eje único, pero podía sustituirse por una unidad de eje dividido para permitir el transporte y lanzamiento de torpedos. Además, el Goring podía operar como hidroavión. Los flotadores se acompañaban de un timón ampliado mediante una extensión bajo el fuselaje.
El Goring voló originalmente en marzo de 1927 con un motor sin capota Bristol Jupiter VI de 315 kW (425 hp) y transmisión directa. Más tarde ese mismo año, este motor fue reemplazado por un motor Bristol Jupiter VIII de 345 kW (460 hp) con caja reductora y voló en configuraciones tanto terrestre como de hidroavión.

## Historia operacional
En RAF Martlesham Heath, en 1928, el Goring, propulsado por el Jupiter VIII, compitió contra el Hare, el Harrier y el Witch por la Especificación 23/25. Ninguno de ellos satisfizo al Ministerio del Aire, probablemente porque anticipaban aviones de mayor rendimiento propulsados por las variantes Jupiter VII y X sobrealimentadas, que no estaban disponibles debido a dificultades de desarrollo.
En 1930, el Goring regresó a las instalaciones de Gloster en Hucclecote para ser reconvertido en hidroavión, y permaneció así durante 1931, realizando numerosos vuelos desde Calshot. Posteriormente, regresó como avión terrestre para probar el Jupiter XF, ahora en condiciones de vuelo, al tiempo que se le reducía el área de su empenaje con una superficie más estrecha y de bordes rectos.
El último papel del Goring fue el de banco de pruebas de motores en las instalaciones de Filton de Bristol, donde voló a su vez con el Bristol Mercury VIIA de 555 kW (745 hp), el Bristol Pegasus II de 425 kW (570 hp) y el motor radial de válvulas de camisa Bristol Perseus II de 500 kW (670 hp), el segundo y el tercero de ellos, al menos, dentro de una capota de cuerda ancha.

## Especificaciones (avión terrestre)
Referencia datos: James, 1971, pp. 144

### Características generales
- Tripulación: Dos
- Longitud: 9,1 m (30 ft)
- Envergadura: 12,2 m (40 ft)
- Altura: 3,5 m (11,5 ft)
- Superficie alar: 41,8 m² (449,9 ft²)
- Peso vacío: 1321 kg (2911,5 lb)
- Peso cargado: 2437 kg (5371,1 lb)
- Planta motriz: 1× motor radial de 9 cilindros refrigerado por aire Bristol Jupiter VIII.
  - Potencia: 345 kW (476 HP; 469 CV)
- Hélices: Bipala de paso fijo

### Rendimiento
- Velocidad máxima operativa (Vno): 218 km/h (135 MPH; 118 kt) a 1219 m (4000 pies)
- Techo de vuelo: 5030 m (16 503 ft)
- Régimen de ascenso: 3,9 m/s (770 ft/min) para 3050 m (10 000 pies)

### Armamento
- Ametralladoras: 

  - 1x Vickers de 7,7 mm frontal fija sincronizada
  - 1x Lewis de 7,7 mm en anillo Scarff en cabina trasera
- Bombas: Soportes subalares y enganches para torpedo bajo el fuselaje, carga máxima de 313 kg

## Aeronaves relacionadas

### Secuencias de designación
- Secuencia G._ (interna de Gloster): ← G.21 - G.22 - G.23 - G.25 - G.27 - G.28 - G.30 →